# DERTOUR Suisse

Bis 2015 genutztes Logo der Kuoni Reisen AG, heute eine Marke der DERTOUR Suisse AG

Die DERTOUR Suisse AG (bis 2017 Kuoni Reisen AG, 2017 bis 2024 DER Touristik Suisse AG) ist ein schweizerisches Reiseunternehmen, das 1906 in Zürich gegründet wurde und sich seit September 2015 und dem Verkauf durch die Kuoni Group im Besitz der deutschen Rewe Group bzw. deren Reisesparte DER Touristik Group befindet. Mitte 2024 arbeiteten schweizweit rund 950 Mitarbeitende im Unternehmen.
DERTOUR Suisse bietet mit ihren Veranstaltermarken Kuoni, Helvetic Tours sowie über zehn Spezialveranstaltern (Kuoni Specialists) Badeferien-Pauschalreisen auf der Kurz-, Mittel- und Langstrecke, Schiffsreisen weltweit, Städtereisen, Geschäftsreisen, MICE-Reisen, Rundreisen sowie Individualreisen weltweit an.
Gleichzeitig betreibt das Unternehmen schweizweit rund 70 Reisebüros, die unter der Vertriebsmarke Kuoni firmieren.

## Marken

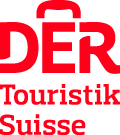
Ehemaliges Logo der bis 2024 namentlichen DERTOUR Tourstik Suisse

Zu DERTOUR Suisse zählen verschiedene Reisemarken, die Reisen für ihre jeweiligen Zieldestinationen und Zielgruppen anbieten.
- asia365 (Asien)
- Cotravel (Leserreisen)
- Dorado Latin Tours (Südamerika)
- Golf and Travel (Golfreisen)
- Helvetic Tours (Badeferien)
- Kontiki (Nordeuropa)
- Kuoni (Veranstaltermarke)
- Kuoni (Vertriebsmarke)
- Kuoni Business Travel (Geschäftsreisen)
- Kuoni Cruises (Kreuzfahrten)
- Kuoni Sports Travel (Sportreisen)
- lastminute.ch (Reiseportal für kurzfristige Ferien)
- Manta Reisen (Indischer Ozean & Tauchen)
- MICExperts (MICE-Reisen)
- Pink Cloud (Reisen für queere Menschen)
- Private Safaris (Afrika)
- railtour-Frantour (Bahn-& Europareisen)